# Marcos Benítez
Marcos Benítez (Asunción, 10 de junio de 1973) es un artista visual contemporáneo de Paraguay. Desarrolló una obra en la frontera entre tradiciones académicas del arte moderno paraguayo, y las expresiones contemporáneas y populares, con producciones de grabado que dialogan con el arte popular paraguayo desde una perspectiva conceptual. Realizó su primera muestra individual de objetos y grabados en 1995 en la Galería de Arte Fábrica, y ha ganado diversos premios, entre los que se cuentan el Premio de Grabado Livio Abramo (1994) y el Premio Henri Matise (2000). Es integrante del colectivo Ediciones de la Ura y de la Asociación Gente de Arte.

## Biografía

### Formación
La formación artística de Marcos Benítez no es estrictamente académica, y sin embargo se ha formado con grandes maestros del arte moderno y contemporáneo de Paraguay, así como con artistas referenciales de la región, tales como el maestro brasileño del grabado Livio Abramo, Edith Jiménez y Olga Blinder.
Ha participado de talleres con artistas como Luis Felipe Noé, Nuno Ramos, José Resende, João Rossi y Oscar Manesi.
Su interés por las artes visuales y la falta de instituciones académicas de arte en Paraguay lo llevaron a estudiar Ciencias de la Comunicación, donde tuvo un acercamiento con el audiovisual, que incorporaría posteriormente en su obra. Participó de talleres de realización audiovisual con Juan Carlos Crematta y arte multimedia con Micky Wella.
Marcos Benítez es instructor de yoga. La consciencia sobre la respiración y las energías corporales y materiales son importantes en su obra.

### Sobre la obra de Marcos Benítez
En 1995, Marcos Benítez realiza su primera exposición individual de objetos y grabados en la Galería de Arte Fábrica, de Asunción, Paraguay. Viniendo de una importante escuela de grabado en Paraguay, en sus siguientes exposiciones su obra explora las potencialidades de la instalación. En su obra la autorrepresentación o la imagen del artista es importante. Así, en su serie de esculturas en cerámicas, "Mutaciones 1/Proyecto Areguá" (2005), reproduce su propia cabeza en cerámica, siguiendo la técnica tradicional de un poblado en las afueras de la capital paraguaya, con las diversas variaciones que la cerámica utilitaria suele adquirir habitualmente. En sus últimas obras de los años 90, también muestra un interés por las facturas artesanales populares, pero, en este caso, aquellas producidas en ámbitos aún más periféricos que el de los circuitos de artesanía popular como los basurales públicos. Sus últimas obras constituyen una reflexión sobre los dramáticos cambios íntimos vinculados a un horizonte ampliado de la experiencia social colectiva.
Según Ticio Escobar:

Marcos Benítez asume el desafío complicado de nombrar la flamante hibridez de ese mundo cercano y de conectarlo con su propia obra. Esta osada operación resulta en un montaje, tensado entre la intensidad del concepto y el despliegue – radiante, agresivo casi – de la imagen.
Ticio Escobar

## Exposiciones individuales
- 2014 - Centro de Artes Visuales / Museo del Barro. Asunción, Paraguay. Impenetrables.[3][4]
- 2006 – Centro de Artes Visuales / Museo del Barro. Asunción, Paraguay. Obra reciente.
- 2005 – Centro Cultural Citibank. Asunción, Paraguay. Mutaciones 1 / Proyecto Areguá.[5]
- 2004 – Centro de Artes Visuales / Museo del Barro. Asunción, Paraguay. Taller de Grabado.
- 2003 – Centro Cultural Cencar. Asunción, Paraguay. Entre / vista N.º 3
- 1999 – Scappini – La Marca. Asunción, Paraguay. Hacer y deshacer la vida cotidiana.
- 1998 – África Arts and Crafts. Asunción, Paraguay. Piel Adentro.
- 1997 – Centro Cultural de la Ciudad Manzana de la Rivera. Asunción, Paraguay. Aire.
- 1996 – Centro Cultural de la Ciudad Manzana de la Rivera. Asunción, Paraguay. Elementos.-
- 1995 – Galería Fábrica. Asunción, Pataguay. Objetos y Grabados.

## Exposiciones colectivas
- 2010 - “Sub Tro- Pico arte”, Museo de Bellas Artes- Corrientes, Argentina.[6]
- 2010 - “FRONT3RA”, CCE Juan de Salazar- Asunción, Paraguay.
- 2010 - “Paraguay Esquivo”, Maison des Cultures du Monde- París, Francia.
- 2009 - “Herencia”, Sala de Arte SOSUNC- Neuquén, Argentina
- 2008 - Festival Iberoamericano de Corumba . Brasil.
- 2008 - El Ojo Salvaje , Galería Monocromo. Asunción.
- 2003 - Centro Cultural Paraguayo Americano. III Bienal de Arte Paraguayo Americano. Asunción, Paraguay.-
- 2001 – Maison jean Chevolleau. Instalaciones. Fontenay Le Comte, Francia.
- 2001 -  Museo de América. Al sur del lugar. Photo España. Madrid, España.
- 2001 - Centro Cultural Andrés Bello. Nexo. Bogotá, Colombia.
- 2000 - Centro de Actividades de la Rural. Arte BA. Buenos Aires, Argentina.
- 1998 – VI Bienal de Cuenca. Ecuador.
- 1998 - Centro Cultural de General Roca. Patagonia, Argentina.
- 1997 – Museo de Arte Contemporáneo. Curitiba, Brasil.
- 1997 - I Bienal del Mercosur. Porto Alegre, Brasil.
- 1997 - I Bienal de Santo Domingo, República Dominicana.
- 1995 – Estampa. Madrid, España.
- 1995 - Viento Sur, Exposición itinerante (Cascavel, Brasilia, Río de Janeiro, San Pablo, Curitiba, Asunción).
- 1994 – IV Bienal Martel. Centro Cultural de la ciudad de Asunción, Paraguay.
- 1994 - Centro Cultural Recoleta. Territorios Arte Joven Paraguayo. Buenos Aires, Argentina.
- 1994 - Centro Cultural de la Ciudad Manzana de la Rivera. Territorios. Asunción, Paraguay.
- 1994 - Corriente Alterna.15 Artistas de Paraguay. Lima, Perú.
- 1994 - Palacio de Beau Sejour. Lisboa, Portugal. Los Colores del Blanco y Negro.
- 1993 – Pomokoi. Galerie im Griesbad-Sebastiancapelle. Ulm, Bonn, Alemania.
- 1993 - Casa de las Américas. Presencia de Paraguay. La Habana, Cuba.
- 1992 – Galería Ana Scappini. Uno Sobre Uno. Asunción, Paraguay.
- 1990 – Gordiano. Arte Ahora. Asunción, Paraguay.

## Premios
- 1994 – Premio Livio Abramo en Grabado.
- 1995 – Premio de la Fundación Pedro Agüero.
- 1996 – Primer Premio Salón de Arte joven del diario La Nación.
- 1998 – Premio Jóvenes Creadores.
- 2000 – Premio Henri Matisse.
- 2005 – Premio Juntas Culturales del Olimpismo.